# Нападение на Елену Милашину и Александра Немова
Нападение на журналистку Елену Милашину и адвоката Александра Немова произошло во вторник 4 июля 2023 года в Чечне. Обоих избили неизвестные. У Милашиной закрытая черепно-мозговая травма, переломы кистей рук, ушибы, облили лицо зелёнкой и побрили голову, Немова ударили ножом. Это событие вызвало широкий общественный резонанс: ряд политиков, партий и государственных ведомств выступил с заявлениями о недопустимости таких расправ над представителями СМИ и адвокатского сообщества и о необходимости беспристрастного расследования и наказания всех виновных. Появились мнения о том, что это нападение может спровоцировать серьёзный политический кризис в Чечне.
По факту нападения, управление Следственного комитета по Чечне возбудило уголовное дело.

## Нападение
Журналистка Елена Милашина и адвокат Александр Немов прилетели в Чечню 4 июля 2023 года для присутствия на  суде над Заремой Мусаевой. Группа неизвестных в чёрных балаклавах перехватила их по дороге из аэропорта в Грозный и жестоко избила, уничтожила технику и документы. О нападении сообщила «Команда против пыток», Ксения Собчак написала, что такси Милашиной и Немова было заблокировано тремя автомобилями, а нападавшие заявили: «Уезжайте отсюда, вас предупреждали. Ничего не пишите». Милашину облили зелёнкой и обрили голову. 
Сама Милашина охарактеризовала случившееся как «классическое… похищение». По её словам, нападавших было 10-15 человек, они «прижали, выкинули шофёра, таксиста из его машины, к нам залезли, головы нагнули, мне руки завязали, там на колени ставили, пистолет к голове. Как-то всё делали нервно, так и руки не получилось у них завязать». 

Они нас затащили в овраг и начали избивать. Били нас полипропиленовыми палками. Я много раз о таких писала — это такие белые палки, которые используются для сантехники. Впервые про эти палки я узнала, когда мы писали про геев. Мы тогда публиковали фотографии спин людей, избитых этими полипропиленовыми палками. Они оставляют очень характерные следы: гематома от удара такой палкой чёрная по краям и более светлая внутри. И даже врач, который меня позже осматривал в Осетии, сразу эти следы узнал. Сказал: к нам наркоманов из Чечни вот с этими следами привозят.
Да, это очень распространённая практика внесудебных расправ в Чечне. Есть даже видео с участием официальных лиц. Например, на одном из них Ислам Кадыров угрожает такими палками женщинам. Есть много фотографий полицейских с этими палками. Я много про это писала. Но одно дело — писать, а другое... В общем, я испытала на собственной шкуре, что это такое...
...Дальше они били по рукам, по самим кистям палками, требуя выдать им пароль от телефона и от компьютера. А я это сделать не могла физически, потому что у меня длинные пароли, не цифровые. И я помню их не головой, а руками. Я им пыталась это объяснить. То есть они меня бьют, а я им говорю: «Я вам дам этот пароль, но для этого мне нужно, чтобы вы меня не били и чтобы у меня в руках было техническое это средство. Потому что я не смогу сказать пароль — я могу только показать». Но они не верили и не понимали, о чем я. Они требовали четыре цифры. А у меня нет таких паролей!
В какой-то момент они приложили к моему лбу что-то холодное, и параллельно всё пытались получить от меня эти пароли. 
На секунду я подумала, что это электрошокер, что они сейчас меня будут по голове электрошоком бить. Но оказалось, что это бритвенный станок. Ух, я выдохнула. И, в общем, это было не очень больно. Брили они быстренько. А потом меня облили зелёнкой. Но я уже поняла, что это такое, потому что попало в глаза и очень щипало.
Когда они все это делали, повторяли: «Мы тебя сейчас позорим, и ты больше не сможешь приезжать в Чечню». Вот смешные люди! То есть настолько по-разному мы с ними понимаем позор...
...Поднялись из этого оврага. Уже подошел этот таксист, который, видимо, пережидал, когда они уедут, чтобы можно было забрать свою машину. И он отвёз нас в больницу. Он, в общем, был в шоке, но не удивлён. Потому что это очень привычная ситуация для Чечни...
...В больницу к нам приехали сотрудники полиции. Я не знаю почему, но ко мне они вообще не подходили. То есть они не просили у меня объяснений, не спрашивали, что произошло, не предлагали выехать на место преступления. С Сашей они ещё как-то общались, а со мной со мной вообще нет. Они ну вот просто присутствовали там. И это, конечно, не та работа, которую нужно делать, чтобы раскрыть это преступление.
Потому что найти этих людей при желании можно вот просто по щелчку двух пальцев. Их физиономии зафиксировали камеры — город, как и аэропорт, буквально напичкан камерами. И ещё их можно отследить по роумингу и по машинам, запросто совершенно.
Это утро раннее, когда, в общем, очень легко вычисляются все телефонные переговоры. С кем они разговаривали, кто им давал указания получить от нас пароли для айфонов — это всё фиксировалось вышками, это всё можно установить буквально за час и накрыть всю эту банду, будь они хоть западные спецслужбы или ещё какие-то провокаторы. Но если же это системная ситуация, то, конечно, тогда ни видеокамеры, ни роуминг — ничего не поможет. 
— Из рассказа Елены Милашиной

## Последствия
После нападения у Милашиной диагностировали закрытую черепно-мозговую травму, множественные переломы костей кистей рук и ушибы. Она постоянно теряла сознание, могла передвигаться только на инвалидной коляске. Было решено перевезти пострадавших в больницу Беслана, позже их перевезли в Москву в сопровождении главного редактора «Новой газеты» Дмитрия Муратова и бывшего главного редактора радиостанции «Эхо Москвы» Алексея Венедиктова.

## Расследование
В связи с произошедшим, глава Чечни Рамзан Кадыров дал указание установить личности нападавших, а глава Следственного комитета России Александр Бастрыкин поручил руководителю чеченского следственного управления провести проверку. Управление СК по Чечне возбудило уголовное дело по факту нападения по двум статьям УК РФ: об умышленном причинении лёгкого и среднего вреда здоровью (ч. 2 ст. 115, ч. 2 ст. 112).

## Резонанс
Одной из первых на случившееся откликнулась уполномоченная по правам человека Татьяна Москалькова. Она направила телеграммы прокурору Чечни и в республиканское Следственное управление. Член Совета Федерации Алексей Пушков заявил о намерении попросить руководство Следственного комитета и Генеральной прокуратуры взять ситуацию под особый контроль. Андрей Клишас заявил о необходимости «жёсткой реакции правоохранительных органов». Своё возмущение выразил Союз журналистов Москвы.
Пресс-секретарь президента России Владимира Путина Дмитрий Песков констатировал, что «речь идёт об очень серьёзном нападении, которое требует энергичных мер».
В ЕС назвали нападение на Милашину «возмутительным». Атака на журналистку Елену Милашину и адвоката Александра Немова в Грозном — лишь один из эпизодов в «череде нарушений прав человека и актов запугивания гражданского общества в России» — указали в Брюсселе.